# 계룡시의 행정 구역
계룡시의 행정 구역은 3면, 1동으로 구성되어 있다. 계룡시의 면적은 60.79km2이며, 인구는 2014년 2월말을 기준으로 4만948명이다.

## 행정 구역

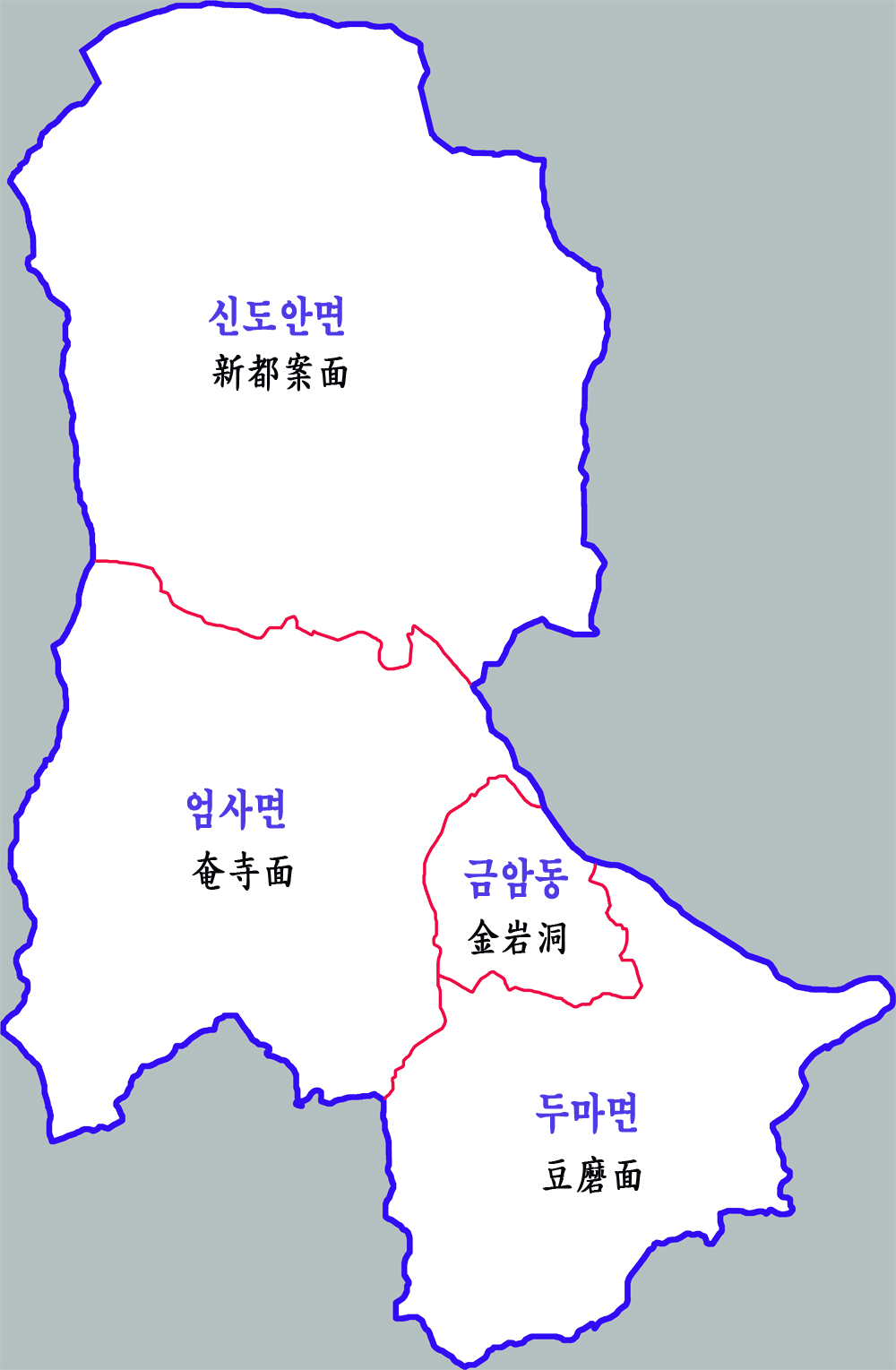
계룡시 행정구역

| 면·행정동 | 한자     | 면적  | 인구   | 세대   | 법정동·리                                                                      |
| --------- | -------- | ----- | ------ | ------ | ------------------------------------------------------------------------------ |
| 두마면    | 豆磨面   | 12.58 | 7,811  | 2,663  | 농소리(農所里), 두계리(豆溪里), 왕대리(旺垈里), 입암리(立岩里)                 |
| 엄사면    | 奄寺面   | 17.91 | 19,395 | 6,896  | 광석리(光石里), 도곡리(道谷里), 엄사리(奄寺里), 유동리(柳洞里), 향한리(香汗里) |
| 신도안면  | 新都案面 | 27.37 | 4,626  | 1,345  | 남선리(南仙里), 부남리(夫南里), 석계리(石溪里), 용동리(龍洞里), 정장리(丁壯里) |
| 금암동    | 金岩洞   | 2.88  | 9,116  | 3,074  | 금암동(金岩洞)                                                                 |
| 계룡시    | 鷄龍市   | 60.74 | 40,948 | 13,978 | 15개                                                                           |

## 역사
- 1989년 육, 공군본부 계룡대 이전
- 1990년 충청남도 계룡출장소 설치(두마·남선지소 설치)
- 1993년 해군본부 계룡대 이전
- 1998년 계룡ㆍ증평시 설치를 위한 법률(안)국회상정
- 2001년 9월 20일 대통령, 충남도 방문 시 특례시 설치 약속
- 2002년 3월 15일 도의회 "계룡시 설치 건의문" 채택, 국회 건의
- 2002년 4월 10일 「계룡시 설치에 관한 특별법」(안)"국회(행자위)상정
- 2003년 6월 11일 계룡시 설치 관련 법안 국회 상정
- 2003년 7월 18일 시 설치 법률 공포(법률 제6929호)
- 2003년 9월 19일 계룡시 출범 (2면 1행정동)

| 법률 제6929호                                                                        |               |
| 구 행정구역                                                                          | 신 행정구역   |
| 논산시 두마면 금암리                                                                 | 계룡시 금암동 |
| 논산시 두마면 두계리, 왕대리, 입암리, 농소리, 유동리, 광석리, 도곡리, 향한리, 엄사리 | 계룡시 두마면 |
| 논산시 두마면 정장리, 부남리, 석계리, 용동리, 남선리                                 | 계룡시 남선면 |
- 2006년 3월 2일 두마면을 엄사면으로 분면하였다. (3면 1행정동)
- 2009년 5월 21일 남선면을 신도안면으로 개칭하였다.